# Saint-Jacut-de-la-Mer
 Saint-Jacut-de-la-Mer  (en bretón Sant-Yagu-an-Enez) es una población y comuna francesa, situada en la región de Bretaña, departamento de Côtes-d'Armor, en el distrito de Dinan y cantón de Ploubalay.

## Demografía
| 1051 | 1022 | 934 | 893 | 797 | 871 |
| Para los censos de 1962 a 1999 la población legal corresponde a la población sin duplicidades (Fuente: INSEE [Consultar]) |      |     |     |     |     |

## Geografía
Saint-Jacut se ubica en una península bien protegida situada entre dos ensenadas, las bahías del Arguenón y de Lancieux. El pendiente de las playas baja suavemente con el resultado que la distancia lateral entre los puntos de la marea baja y alta es mayor al promedio en muchos lugares, al igual que la velocidad con que el mar retoma la playas.